# 테리 벡커

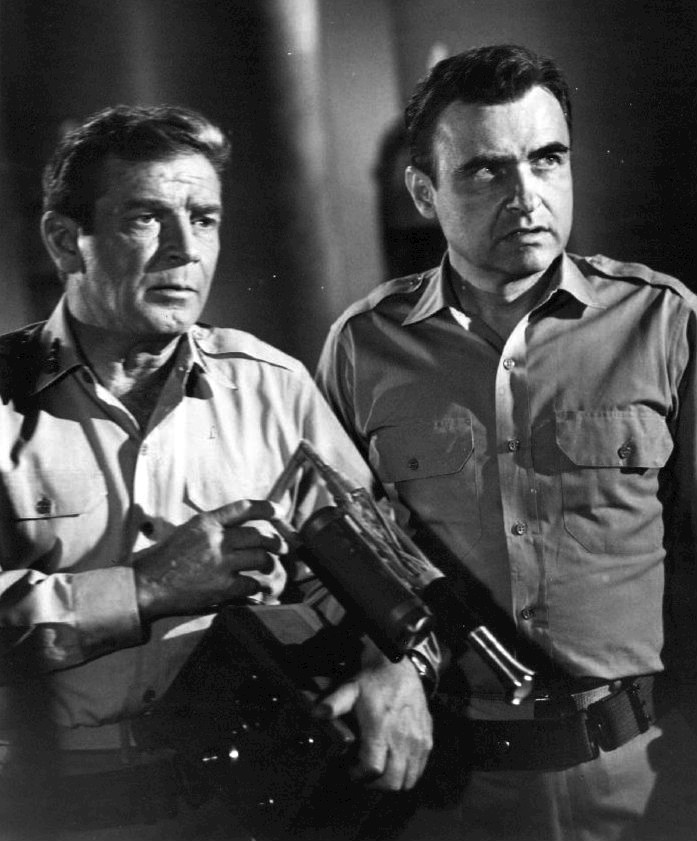

테리 벡커(Terry Becker, 1930년 8월 5일 ~ 2014년 12월 30일)는 미국의 배우, 영화 감독, 텔레비전 배우, 영화 프로듀서이다.
뉴욕에서 태어났으며 로스앤젤레스에서 사망하였다.

## 영화
- 인펙션: 더 인베이전 비긴즈 (2010년)
- 파덴에이브 (2007년) - 알버트 역
- 네이버후드 왓치 (2005년)
- 블레이드 인 홍콩 (1985년)
- 제5전선 (1966년)
- 해저 여행 (1964년)
- 강박충동 (1959년)
- 선생님의 애완 동물 (1958년)
- 페리 메이슨 (1957년)
- 딜론 보안관 (1955년)